# Gari (Debar)
Gari (macedónul: Гари) település Észak-Macedóniában, a Délnyugati körzet Debari járásában.

## Népesség
| Lakosok száma | 539  | 546  | 454  | 37   | 17   | 9    | 33   | 10   |
|               | 1948 | 1953 | 1961 | 1971 | 1981 | 1991 | 1994 | 2002 |

2002-ben 10 lakosa volt, akik közül 9 macedón és 1 egyéb nemzetiségű.